# Richard Dornseiff

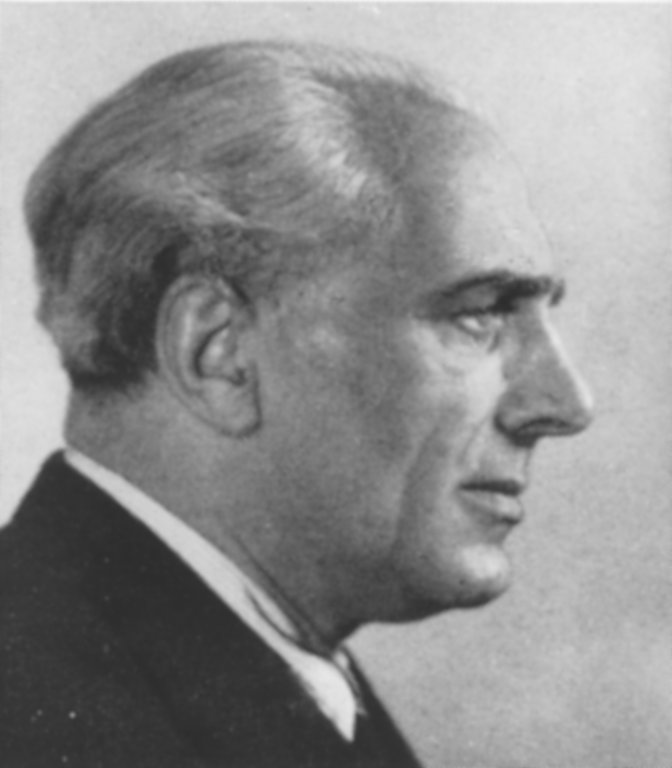
Richard Dornseiff

Richard Dornseiff (* 25. September 1886 in Frankfurt am Main; † 7. April 1958 in Mannheim) war ein deutscher Theaterschauspieler, -regisseur und -intendant.

## Leben und Wirken
Dornseiff besuchte das Hoch’sche Konservatorium im heimatlichen Frankfurt und erhielt seine künstlerische Ausbildung bei Max Bayrhammer. Seine erste Verpflichtung führte den 19-jährigen ans Bonner Stadttheater, wo man ihm gleich zu Beginn wichtige Rollen gab wie den Don Karlos, den Melchthal in Wilhelm Tell, den Ferdinand in Kabale und Liebe, den Mortimer in Schillers Maria Stuart, Goethes Clavigo, Kleists Prinz von Homburg, den Glockengießer Heinrich in Hauptmanns Die versunkene Glocke, den Hans in Halbes Jugend sowie den König Karl VII. in Die Jungfrau von Orleans, erneut ein Schiller-Stück.
Weitere Theaterstationen Richard Dornseiffs waren 1906/07 das Stadttheater Konstanz, 1907/08 das Stadttheater Heilbronn, 1908/09 das Stadttheater Liegnitz, 1909/10 das Stadttheater Regensburg und 1911 bis 1914 Das Münchner Volkstheater. Bei Kriegsausbruch 1914 wurde Dornseiff eingezogen, konnte aber als Besatzungssoldat 1917/18 am Deutschen Theater in Bukarest seine Bühnentätigkeit wieder aufnahmen. Zurück im Zivilleben, ging Dornseiff noch 1918 an die Rheinisch-Westfälische Verbandsbühne Düsseldorf, ehe er 1919 an das von Louise Dumont geführte Schauspielhaus Düsseldorf gerufen wurde. Hier konnte Dornseiff in den kommenden zwei Jahren erstmals auch Regie führen. 1921 wechselte er an das Recklinghäuser Stadttheater, wo Dornseiff als Direktor wie auch als Opernregisseur wirkte. Nach nur einer Spielzeit ging er wieder und wurde in Herne ebenfalls Theaterleiter. Am Stadttheater von Hamburg arbeitete er 1923/24 ein weiteres Mal als Opernregisseur, ehe er 1924 für zwei Jahre die Intendanz des Schauspielhauses in Hagen übernahm.
Für die Spielzeit 1927/28 übersiedelte Richard Dornseiff nach Altona, um am dortigen Stadttheater die Oberregie zu übernehmen. Es folgten in derselben Position Verpflichtungen ans Nationaltheater Mannheim (von 1929 bis 1934), an die Städtischen Bühnen Köln (1934 bis 1936) und an das Württembergische Staatstheater Stuttgart (1936 bis 1941). Während des Zweiten Weltkriegs war Dornseiff Schauspieldirektor an den Städtischen Bühnen von Bremen (1941 bis 1944). Als Bremer Opernintendant nahm Dornseiff 1945 seine Nachkriegstätigkeit wieder auf. Dornseiffs letzte berufliche Tätigkeit war die des Intendanten des Mannheimer Nationaltheaters, wo er drei Jahre lang (1947 bis 1950) wirkte. Anschließend ging Richard Dornseiff in den Ruhestand, blieb aber in der Stadt bis zu seinem Tode weiterhin ansässig.

## Im Widerstand
Richard Dornseiff gehörte spätestens ab 1933 zur Mannheimer Widerstandsgruppe "Neu Beginnen". Stützpunktleiter jener antifaschistischen Untergrundbewegung war ab 1929 Carl Maria Kiesel. Dieser formulierte in seiner Autobiographie das Ziel seine Organisation als Ausbau “[…] der Überlebenszellen der alten Arbeiterbewegung und ihrer Funktionäre […] sowie diese aktionsfähig zu erhalten”. Hierfür sollten Geheimhaltungstechniken erlernt und die Mitglieder mit regimekritischen Informationsmaterial angeleitet werden. Die Mannheimer Gruppe umfasste nach Angaben Paul Schmutz’ etwa 12 bis 15 Mitglieder. Diese hatten alle Tarnnamen. Dabei bestanden einzelne Zellen aus zwei bis drei Personen mit je einer Kontaktperson zu Kiesel.

## Aktivitäten in der Mannheimer Gruppe „Neu Beginnen“
Nach Angaben Kiesels stellte Dornseiff seine Wohnung für Gruppentreffen zur Verfügung und nahm ebenfalls an Schulungskursen teil. Ab dem Frühjahr 1933 folgte Dornseiff der Empfehlung in nationalsozialistische oder nationale Organisationen einzutreten. So wurden Mitglieder getarnt und jene Institutionen von innen unterwandert. Aus diesem Grund trat Dornseiff dem Wehrverband Stahlhelm, Bund der Frontsoldaten, bei.